# 3502-es mellékút (Magyarország)
A 3502-es számú mellékút egy valamivel több, mint 36,5 kilométeres hosszúságú, négy számjegyű mellékút Hajdú-Bihar vármegye és Szabolcs-Szatmár-Bereg vármegye határvidékén; Tiszavasváritól húzódik Hajdúnánáson és Hajdúdorogon át Hajdúböszörményig.

## Nyomvonala
Tiszavasvári központjában ágazik ki a 36-os főútból, annak a 24. kilométere közelében, dél-délkelet felé. Első métereitől a Debrecen–Tiszalök-vasútvonal nyomvonalát kísérve, annak nyugati oldalán húzódik, Kabay János utca néven; elhalad a Dessewffy-kastély épületegyüttese és parkja mellett, majd körülbelül 800 méter után Tiszavasvári vasútállomás mellett is. Az állomás térségének déli részét elhagyva már külterületek közt húzódik, kevéssel a negyedik kilométere előtt pedig keresztezi a vasutat, és szinte azonnal a megyehatárt is: Szabolcs-Szatmár-Bereg vármegyét elhagyva Hajdú-Bihar vármegye, azon belül is Hajdúnánás határai között folytatódik.
Kevéssel az ötödik kilométere után éri el Hajdúnánás Tedej nevű, különálló településrészét, ahol a vasútvonal lassanként távolodni kezd tőle nyugati irányban, bár még Tedej megállóhely térségénél is – ami a városrész déli részén található, körülbelül az út hatodik kilométerével egy vonalban – csak alig több mint 150 méter a távolság a két nyomvonal között. Innentől az út jó darabig külterületek közt halad; 8,5 kilométer után – felüljárón, csomóponttal – keresztezi az M3-as autópályát (mely ott a 203. kilométere közelében jár), és további mintegy 3 kilométerrel arrébb éri csak el a város belterületének északi szélét.
Ott egy darabig a Tiszavasvári út nevet viseli, majd 11,7 kilométer megtételét követően eléri a történelmi városmagot körbevevő körgyűrűt. Ez teljes hosszában országos közútnak minősül és nagyrészt öt számjegyű mellékútként a 35 141-es útszámozást viseli, északi és keleti szakasza viszont a 3502-es út részét képezi. Ennek megfelelően az út keletnek fordul, a Jegyző Nagy Imre út, majd a Magyar utca nevet viseli, a 12+850-es kilométerszelvénye táján pedig északkelet felé kiágazik belőle a 3317-es út. Innen már délnek halad, majdnem egészen a 14. kilométeréig, ahol elhagyja a körgyűrű nyomvonalát és délkeleti irányba fordul. Dorogi út néven folytatódik, de már csak pár száz méternyi szakaszon: 14,5 kilométer után már újra külterületen húzódik.
15,9 kilométer megtételét követően szeli át a következő település, Hajdúdorog határát, e város első házait a 18. kilométere táján éri el, a Nánási út nevet felvéve. A 18+750-es kilométerszelvénye táján kiágazik belőle keletnek az Újfehértóig vezető 3504-es út, alig fél kilométerrel arrébb, a belváros déli szélén pedig északi irányból torkollik bele a 3503-as út. A két elágazás között Akácfa utca a neve, majd délnek fordul és Böszörményi út néven halad tovább a belterület déli széléig, amit nagyjából 20,5 kilométer után ér el. Előtte még egy kisebb elágazása van: 20,1 kilométer után kiágazik belőle délnyugat felé a 35 303-as számú mellékút, mely Hajdúdorog vasútállomást szolgálja ki.
Körülbelül 24,1 kilométer után átszeli az útjába eső utolsó település, Hajdúböszörmény határát, majd a 26. és 27. kilométerei között – ott már ismét a vasútvonal közelében – végighalad a pár évtizede még önálló, de ma már a városhoz tartozó Hajdúvid belterületének keleti peremén. Közben, a lakott terület déli részén kiágazik belőle nyugat felé a Hajdúvid megállóhelyet kiszolgáló 35 101-es számú mellékút, a településrész délkeleti szélénél pedig a kelet felé induló 3506-os út. A 27+650-es kilométerszelvénye közelében újra keresztezi a vasutat és hamarosan újra eltávolodik attól.
Hajdúböszörmény lakott területének északi szélét nagyjából a 33. kilométerénél éri el, ott egy darabig Külső Dorogi utca a neve, majd a központhoz közeledve a Dorogi utca nevet veszi fel. 34,9 kilométer után egy elágazáshoz ér: kelet felé a 3507-es út, dél felé egy önkormányzati út ágazik ki belőle, maga a 3502-es út pedig innen nyugat felé halad tovább, Polgári utca néven. Nagyjából 36,2 kilométer után hagyja el a város legnyugatibb házait, s nem sokkal azután véget is ér, beletorkollva a 35-ös főútba, annak a 62+800-as kilométerszelvénye közelében.
Teljes hossza, az országos közutak térképes nyilvántartását szolgáló kira.kozut.hu adatbázisa szerint 36,708 kilométer.

## Története
1934-ben a kereskedelem- és közlekedésügyi miniszter 70 846/1934. számú rendelete a mai teljes hosszában harmadrendű főúttá nyilvánította, a Rakamaz és Hajdúböszörmény közti 334-es főút részeként. Jelentősebb különbség csak annyi lehetett, hogy a régi nyomvonal még (minden bizonnyal) keresztülhaladt Hajdúnánás központján.

## Települések az út mentén
- Tiszavasvári
- Tedej (Hajdúnánás része)
- Hajdúnánás
- Hajdúdorog
- Hajdúvid (Hajdúböszörmény része)
- Hajdúböszörmény